# Lavie Tidhar
Œuvres principales
- Série The Bookman
- Osama

Lavie Tidhar, né le 16 novembre 1976 à Afoula en Israël, est un écrivain israélien de science-fiction et de fantasy.

## Œuvres

### SérieThe Bookman
1. (en) The Bookman, 2010
2. (en) Camera Obscura, 2011
3. (en) The Great Game, 2012

### UniversCentral Station
1. Central Station, Mnémos, 2024 ((en) Central Station, 2016), trad. Julien Bétan, 256 p.  (ISBN 978-2-38267-108-5)Prix John-Wood-Campbell Memorial 2017
2. (en) Neom, 2022

### Romans indépendants
- (en) An Occupation of Angels, 2005
- (en) Cloud Permutations, 2010
- (en) Gorel and The Pot-Bellied God, 2011Prix British Fantasy du meilleur roman court 2012
- (en) Jesus & The Eightfold Path, 2011
- Osama, Panini, coll. « Éclipse », 2013 ((en) Osama, 2011), trad. Florence Dolisi, 400 p.  (ISBN 978-2-80943-379-1)Prix World Fantasy du meilleur roman 2012
- (en) Martian Sands, 2013
- (en) The Violent Century, 2013
- Quand un homme rêve, Terra Nova, 2017 ((en) A Man Lies Dreaming, 2014), trad. Benoît Domis, 320 p.  (ISBN 978-2-8246-0939-3)
- La Mafia des bonbons, Castelmore, 2018 ((en) Candy, 2018), trad. Emmanuelle Ghez, 319 p.  (ISBN 978-2-36231-290-8)
- Aucune terre n'est promise, Mü, 2021 ((en) Unholy Land, 2018), trad. Julien Bétan, 272 p.  (ISBN 978-2-35408-799-9)
- (en) By Force Alone, 2020
- (en) The Hood, 2021
- (en) The Escapement, 2021
- (en) The Circumference of the World, 2023

### Recueils de nouvelles
- (en) HebrewPunk, 2007
- (en) Black Gods Kiss, 2015

### Nouvelles traduites en français
- Hao nao blong mekem ol pepa erplen (Comment on fabrique les avions en papier), 2010 ((en) How to make paper airplanes?, 2008)Parue dans la revue Galaxies H.S.